# 争取维基百科成为世界文化遗产
爭取維基百科成為世界文化遺產（英語：Wikipedia for World Heritage）指2011年的一次請願行動。
此次行動的目標是爭取維基百科成為第一個數位產品被列入世界文化遺產的名單中，一些維基百科編輯者試圖通過聯署一個請願來達成這個目標。如果失敗，則可能會爭取列入人类非物质文化遗产代表作名录。

## 歷史
這次行動是在2011年3月維基媒體基金會分會會議中由德國維基媒體協會提出的。其後，於5月23日，德國維基媒體協會開設了一個網站，並開始進行網上請願聯署。

## 外部連結
- （英文）（德文）官方網站（页面存档备份，存于）